# ديفيد شتال
ديفيد شتال (بالإنجليزية: David Stahl)‏ هو موزع أمريكي، ولد في 4 نوفمبر 1949 في نيويورك في الولايات المتحدة، وتوفي في 24 أكتوبر 2010 في تشارلستون في الولايات المتحدة.

## وصلات خارجية
- ديفيد شتال على موقع IMDb (الإنجليزية)
- ديفيد شتال على موقع ديسكوغز (الإنجليزية)

- الموقع الرسمي